# Lina Jaruševičienė
Lina Jaruševičienė ist eine litauische Professorin und Gesundheitspolitikerin, seit 2018 Vizeministerin.

## Leben
Nach dem Abitur an der Mittelschule absolvierte Lina Jaruševičienė das Diplomstudium der Medizin und von 1989 bis 1990 die Residentur der Kardiologie an der Kauno medicinos institutas in Kaunas. IM August 2000 promovierte sie zum Doktor an der Kauno medicinos universitetas und lehrte sie als Dozentin und dann als Professorin an der Lietuvos sveikatos mokslų universitetas. Bis Januar 2018 arbeitete sie als Direktor für öffentliche Gesundheit, Wissenschaft und Studien bei Kliniken Kaunas. Seit Januar 2018 ist Lina Jaruševičienė stellvertretende Gesundheitsministerin Litauens, Stellvertreterin von Aurelijus Veryga im Kabinett Skvernelis (17. Regierung). Sie ist Nachfolgerin von Gintarė Šakalytė.
Jaruševičienė ist verheiratet. Sie ist parteilos und spricht litauisch, russisch sowie englisch.